# Фрауенојхартинг
Фрауенојхартинг (њем. Frauenneuharting) општина је у њемачкој савезној држави Баварска. Једно је од 21 општинског средишта округа Еберсберг. Према процјени из 2010. у општини је живјело 1.452 становника. Посједује регионалну шифру (AGS) 9175119.

## Географски и демографски подаци
Фрауенојхартинг се налази у савезној држави Баварска у округу Еберсберг. Општина се налази на надморској висини од 530 метара. Површина општине износи 22,7 km². У самом мјесту је, према процјени из 2010. године, живјело 1.452 становника. Просјечна густина становништва износи 64 становника/km².